# Heterocypris glauca
Heterocypris glauca är en kräftdjursart som först beskrevs av N. C. Furtos 1933.  Heterocypris glauca ingår i släktet Heterocypris och familjen Cyprididae. Inga underarter finns listade i Catalogue of Life.